# Cubophis cantherigerus
Cubophis cantherigerus är en ormart som beskrevs av Bibron 1843. Cubophis cantherigerus ingår i släktet Cubophis och familjen snokar.
Arten förekommer i Kuba och på Caymanöarna. Honor lägger ägg.

## Underarter
Arten delas in i följande underarter:
- C. c. adspersus
- C. c. cantherigerus
- C. c. schwartzi